# 特鲁西奥斯
43°17′02″N 3°16′49″W / 43.28389°N 3.28028°W
特鲁西奥斯（西班牙語：Trucios）是西班牙巴斯克自治区比斯开省的一个市镇。总面积31平方公里，总人口521人（2001年），人口密度17人/平方公里。

## 外部連結
- TRUCIOS-TURTZIOZ in the Bernardo Estornés Lasa - Auñamendi Encyclopedia (Euskomedia Fundazioa) （西班牙文）